# Alexis Flamand
Alexis Flamand (né en 1970) est un écrivain de fantasy et un auteur de jeu de rôle sur table français.

## Biographie
Alexis Flamand est né en 1970. Adolescent, il s'intéresse aux littératures de l'imaginaire et est marqué par des auteurs de fantasy comme Fritz Leiber, Jack Vance et H. P. Lovecraft. Il découvre le jeu de rôle sur table avec le jeu de science-fiction MEGA puis le jeu fantastique L'Appel de Cthulhu. Il mène des études de biologie.
En 2008, Alexis Flamand publie un premier roman, Le T'Sank, premier tome d'une suite romanesque de fantasy, Le Cycle d'Alamänder, qui en compte trois autres parus jusqu'en 2014. Le cycle est publié d'abord aux éditions de l'Olibrius Céleste, où Alexis Flamand travaille aussi en tant que maquettiste, mais l'Olibrius céleste doit fermer ses portes peu après la parution du premier tome. Le cycle est ensuite repris et publié en partie à partir de 2011 (réédition du tome 1, publication des tomes 2, 3 et 4),.
En 2011, Alexis Flamand contribue également à la gamme du jeu de rôle sur table D6 System publié par le Studio09. Il élabore par ailleurs des créations amateures, dont une adaptation en jeu de rôle de l'univers d'Alamänder et des traductions depuis l'anglais pour Runequest puis Mythras.
À partir de 2016, Alexis Flamand travaille avec plusieurs éditeurs de jeux de rôle : les éditions Black Book pour une réédition augmentée de l'univers de fantasy de Laelith, les éditions Leha pour une nouvelle édition de MEGA ainsi que la Loutre rôliste pour plusieurs projets.
En 2017, le cycle d'Alamänder est réédité aux éditions Leha dans une version revue et corrigée et redécoupée sous la forme d'une intégrale en 3 tomes,.

## Publications

### Le Cycle d'Alamänder

#### Première édition en quatre volumes
1. 2008 : Le T'Sank (éditions L'Olibrius céleste). Réédité en 2011.
2. 2009 : Le Mehnzotain (éditions L'Olibrius céleste). Réédité en 2011.
3. 2012 : Le Xéol.
4. 2014 : Le YArkanie.

#### 2017-2018: réédition revue et corrigée en trois volumes
1. 2017 : La Porte des Abysses (éditions Leha)
2. 2018 : La Citadelle de Nacre (éditions Leha)
3. 2018 : La Nef Céleste (éditions Leha)

#### 2022 et suivant: parution en livre de poche
1. 2022 : La Porte des Abysses (éditions Le Livre de Poche)
2. 2024 : La Citadelle de Nacre (éditions Le Livre de Poche)
3. 2024 : La Nef Céleste (éditions Le Livre de Poche)

### Romans
- 2021 : Hôtel Parallell (éditions Fleurus)
- 2025 : Eden Fluide (éditions Leha)

### Bandes dessinées
Adaptation du Cycle d'Alamänder en bandes dessinées sur un scénario de Gihef et des dessins de Marco Dominici.
- 2022 : Tome 1 - Mystère à la Tour de l'Horloge (éditions Kamiti).
- 2024 : Tome 2 - Le Secret des Abysses (éditions Kamiti).

### Nouvelles
- 2014 : Pot de départ, dans l'anthologie Départs.
- 2014 : La Resserre, dans l'anthologie Scories (éditions Hydromel).
- 2014 : Le Premier Envoyé, dans l'anthologie RIP (éditions Orygins).

### Jeux de rôle

#### Campagnes
- 2023-2024 : Campagne Les Gardiens Silencieux (Laelith, éditions Black Book).
- 2016-2017 : Campagne L'Ultime Châtiment (Laelith, éditions Black Book).
- 2024 : Campagne La Reine des Ruines Oubliées (éditions Collective Adventure).
- 2025 : Campagne Pointe Noire (Chroniques Oubliées Fantasy, éditions Black Book)
- 2025 : Campagne Le Sourire Ecarlate (Chroniques Oubliées Fantasy, éditions Black Book)
- 2025 : Campagne Les Cendres de l'Axolotl (Cthulhu Origines, éditions Black Book)

#### Scénarios
- 2017 : Scénario Les Carillonneurs (MEGA, éditions Leha).

- 2024 : Scénario Plaies Mouvantes (Stalker, éditions Loutre Rôliste).
- 2024 : Scénario Les Phalènes (Stalker, éditions Loutre Rôliste).
- 2024 : Scénario La Moisson de Chair (Cthulhu Origines, éditions Black Book).
- 2025 : Scénario Le Hangar Hermétique (Provinces du Haut-Lac, éditions Black Book).

#### Suppléments
- 2011 : D6 Galaxies Prologue - D6 System (éditions Studio09).
- 2016-2017 : Livre de base Laelith (éditions Black Book).
- 2017 : MEGA 5e édition (éditions Leha).
- 2018 : Tal'Tikûr (éditions De Architecturart).
- 2021 : Le Calendrier de l'Avent JDR (éditions De Architecturart).
- 2023-2024 : Supplément Laelith - Les Provinces du Haut-Lac (éditions Black Book).

### Escape Games
- 2020 : La Morsure du Vampire (éditions Hachette/Marabout).

### Livres-jeux
- 2025 : Les Mystères d'Aubépine (éditions De Architecturart).

### Albums
- 2023 : Une journée "ordinaire" dans un donjon (éditions De Architecturart).